# Ali Al-Busaidi
Ali Al-Busaidi, de son nom complet Ali Sulaiman Rashid Al-Busaidi (arabe : علي بن سليمان البوسعيدي), est un joueur de footballeur omanais, né le 21 janvier 1991 à Sohar, Oman.

## Biographie

### En équipe nationale
Il participe avec l'équipe d'Oman à la Coupe d'Asie des nations 2015 organisée en Australie.

## Palmarès

### En club
- Al Nahda Club :
  - Vainqueur de la Supercoupe d'Oman en 2014
  - Vainqueur du Championnat d'Oman en 2017

## Statistiques
| Saison                | Club                  | Championnat           | Championnat | Championnat | Coupe(s) nationale(s) | Coupe(s) nationale(s) | Supercoupe | Supercoupe | Compétition(s) continentale(s) | Compétition(s) continentale(s) | Compétition(s) continentale(s) | Total | Total |
| Saison                | Club                  | Division              | M.          | B.          | M.                    | B.                    | M.         | B.         | Comp.                          | M.                             | B.                             | M.    | B.    |
| 2012-2013             | Saham Club            | OEL 1                 | 23          | 3           | 1                     | 0                     | -          | -          | -                              | -                              | -                              | 24    | 3     |
| 2013-2014             | Sohar SC              | OPL 1                 | 24          | 3           | 4                     | 0                     | -          | -          | -                              | -                              | -                              | 28    | 3     |
| 2014-2015             | Al Nahda Club         | OPL 1                 | 25          | 1           | 4                     | 1                     | 1          | 0          | -                              | -                              | -                              | 30    | 2     |
| 2015-2016             | Al Nahda Club         | OPL 1                 | 25          | 0           | 2                     | 0                     | -          | -          | C1+C3                          | 1+5                            | 0                              | 33    | 0     |
| 2016-2017             | Dhofar Club           | OPL 1                 | 26          | 1           | 12                    | 1                     | -          | -          | -                              | -                              | -                              | 38    | 2     |
| 2017-2018             | Al-Suwaiq Club        | OPL 1                 | 0           | 0           | 0                     | 0                     | -          | -          | -                              | -                              | -                              | 0     | 0     |
| Total sur la carrière | Total sur la carrière | Total sur la carrière | 123         | 8           | 23                    | 2                     | 1          | 0          | -                              | 6                              | 0                              | 153   | 10    |

## Buts internationaux
| no | Date       | Sélection | Lieu                           | Adversaire | Évolution du score | Résultat | Compétition  |
| -- | ---------- | --------- | ------------------------------ | ---------- | ------------------ | -------- | ------------ |
| 1  | 30/03/2015 | 17        | Qatar SC Stadium, Doha (Qatar) | Algérie    | 1 - 4              | 1 - 4    | Match amical |